# RFL Championship 1931-32
El Championship de 1931-32 fue la 37.º edición del torneo de rugby league más importante de Inglaterra.

## Formato
Los equipos se enfrentaron en formato de todos contra todos, los primeros cuatro equipos clasificaron a postemporada.
Se otorgaron 2 puntos por cada victoria, 1 por el empate y 0 por la derrota.

## Desarrollo

### Tabla de posiciones
| Pos. | Equipo               | Encuentros | Encuentros | Encuentros | Encuentros | Tantos | Tantos | Puntos |
| Pos. | Equipo               | PJ         | PG         | PE         | PP         | F      | C      | Puntos |
| ---- | -------------------- | ---------- | ---------- | ---------- | ---------- | ------ | ------ | ------ |
| 1    | Huddersfield Giants  | 38         | 30         | 1          | 7          | 636    | 368    | 61     |
| 2    | St Helens RFC        | 38         | 29         | 2          | 7          | 699    | 279    | 60     |
| 3    | Leeds Rhinos         | 38         | 27         | 1          | 10         | 603    | 307    | 55     |
| 4    | Hunslet FC           | 38         | 27         | 1          | 10         | 672    | 359    | 55     |
| 5    | Salford Red Devils   | 38         | 26         | 2          | 10         | 551    | 211    | 54     |
| 6    | Swinton Lions        | 38         | 26         | 1          | 11         | 523    | 253    | 53     |
| 7    | Wigan Warriors       | 38         | 22         | 2          | 14         | 559    | 361    | 46     |
| 8    | Warrington Wolves    | 38         | 22         | 2          | 14         | 495    | 412    | 46     |
| 9    | York FC              | 38         | 22         | 2          | 14         | 455    | 382    | 46     |
| 10   | Wakefield Trinity    | 38         | 21         | 3          | 14         | 545    | 388    | 45     |
| 11   | Oldham RLFC          | 38         | 20         | 2          | 16         | 461    | 437    | 42     |
| 12   | Rochdale Hornets     | 38         | 19         | 2          | 17         | 458    | 458    | 40     |
| 13   | St Helens Recs       | 38         | 18         | 1          | 19         | 523    | 523    | 37     |
| 14   | Hull Kingston Rovers | 38         | 18         | 0          | 20         | 409    | 413    | 36     |
| 15   | Dewsbury Rams        | 38         | 17         | 2          | 19         | 421    | 467    | 36     |
| 16   | Halifax RLFC         | 38         | 17         | 1          | 20         | 432    | 379    | 35     |
| 17   | Batley Bulldogs      | 38         | 16         | 1          | 21         | 358    | 433    | 33     |
| 18   | Broughton Rangers    | 38         | 16         | 1          | 21         | 351    | 382    | 33     |
| 19   | Featherstone Rovers  | 38         | 15         | 2          | 21         | 374    | 415    | 32     |
| 20   | Widnes Vikings       | 38         | 14         | 4          | 20         | 363    | 458    | 32     |
| 21   | Hull FC              | 38         | 14         | 3          | 21         | 415    | 461    | 31     |
| 22   | Castleford Tigers    | 38         | 14         | 1          | 23         | 402    | 515    | 29     |
| 23   | Barrow Raiders       | 38         | 14         | 1          | 23         | 368    | 560    | 29     |
| 24   | Leigh Centurions     | 38         | 13         | 2          | 23         | 353    | 487    | 28     |
| 25   | Bramley RLFC         | 38         | 12         | 1          | 25         | 333    | 751    | 25     |
| 26   | Keighley Cougars     | 38         | 10         | 0          | 28         | 228    | 630    | 20     |
| 27   | Liverpool Stanley    | 38         | 6          | 2          | 30         | 350    | 707    | 14     |
| 28   | Bradford Northern    | 38         | 5          | 1          | 32         | 313    | 854    | 11     |

|  | Clasificados a postemporada. |

### Postemporada

#### Semifinal
| 30 de abril de 1932 | Huddersfield Giants | 12 - 9 | Hunslet FC |  |  |

| 30 de abril de 1932 | St Helens RFC | 9 - 0 | Leeds Rhinos |  |  |

#### Final
| 7 de mayo de 1932 | Huddersfield Giants | 5 - 9 | St Helens RFC | Belle Vue, Mánchester |  |

| Bandera de Inglaterra |
| Campeón St Helens RFC |
| Primer título         |